# 용인 사암리 선돌
용인 사암리 선돌은 대한민국 경기도 용인시 처인구 원삼면 사암리에 있는 선사시대의 선돌이다. 1990년 11월 22일 용인시의 향토문화재 제22호로 지정되었다.

## 참고 문헌
- 사암리 선돌 - 용인시 문화관광 - 향토유적